# Xfinity
Xfinity és una marca de Comcast Comunicacions de Cable, LLC, una filial del Comcast Corporation, especialitzada en la televisió per cable, internet, telèfon, i els serveis sense fil proporcionats per l'empresa. La marca va ser introduït el 2010; abans, aquests serveis eren venuts sota el nom de Comcast .
El seu CEO és Dave Watson, el seu president és Brian L. Roberts, i el seu CFO és Catherine Avgiris. Xfinity va passar de 23.7$ bilions d'ingressos al 2007 a 50.04$ bilions al 2016.

## Branding
Al febrer de 2010, Comcast va començar el re-branding del seu consumidor de servei de triple-play sota el nom Xfinity; Comcast Cable Digital va ser rebatejat "Xfinity televisió", Comcast Digital Voice esdevenia "Xfinity Voice", i Comcast High Speed Internnet esdevenia "Xfinity Internet". El re-branding i un associat promocion a la campanya va ser planificada per coincidir amb els Jocs Olímpics d'Hivern de 2010.
El Xfinity rebranding ha estat polèmic com a esforç per a eliminar la negativitat de la marca Comcast. La revista TIME va considerar Xfinity com un dels rebatejos corporatius pitjors de tots els temps, preguntant " Funcionarà el canvi de nom? Probablement no, però com a mínim sonarà una mica millor quan esperes ... Amb Xfinity."

## Proveïdor d'Internet

### Comcast Disponibilitat d'Internet per estatal
| Estatal               | Percentatge d'Estatal Població Amb Accedir a Comcast |
| --------------------- | ---------------------------------------------------- |
| Districte de Colúmbia | 97.9%                                                |
| Massachusetts         | 85.4%                                                |
| Utah                  | 78.5%                                                |
| Illinois              | 75.9%                                                |
| Colorado              | 75.9%                                                |
| Washington            | 73.1%                                                |
| Pennsilvània          | 69.1%                                                |
| Maryland              | 69%                                                  |
| Nova Hampshire        | 68.8%                                                |
| Michigan              | 60.3%                                                |
| Oregon                | 57.9%                                                |
| Indiana               | 57.7%                                                |
| Georgia               | 56.4%                                                |
| Tennessee             | 56.0%                                                |
| Nou Mèxic             | 55.4%                                                |
| Florida               | 52.7%                                                |
| Connecticut           | 50.6%                                                |
| Minnesota             | 45.6%                                                |
| Virginia              | 41.5%                                                |
| Mississipi            | 31.9%                                                |
| Califòrnia            | 31.8%                                                |

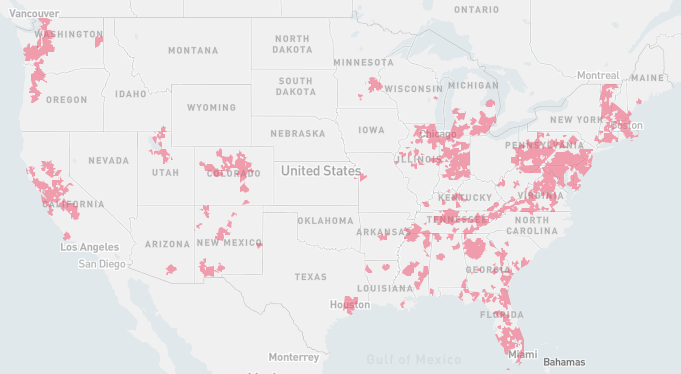
Comcast Mapa de disponibilitat per Codi de CREMALLERA

Comcast és el proveïdor més gran d'accés d'internet per cable als Estats Units, servint el 40% del mercat al 2011. Al 27 d'abril de 2017, Comcast té 25.131 milions de clients de l'internet d'alta velocitat.
Comcast va començar a oferir serveis d'internet a final del 1996, quan va ajudar la @Home Network, que va vendre servei d'internet a través de les línies de cable de Comcast. L'acord va continuar després de la fusió de @HOME amb Excite. Quan l'empresa combinada Excite@home va arxivar bancarrota el 2002, Comcast va moure els seus aproximadament 950.000 clients d'internet a la seva xarxa pròpia.
Plans d'Internet disponibles amb Comcast High-Speed:
| Nom                 | Velocitat de descàrrega | Velocitat de Pujada | Tipus de connexió | Notes |
| ------------------- | ----------------------- | ------------------- | ----------------- | --- |
| Performance Starter | 10 Mbit/s               | 2 Mbit/s            | DOCSIS 3.0        | Nivell més baix                                                                                                   |
| Internet Essentials | 10 Mbit/s               | 1 Mbit/s            | DOCSIS 3.0        | Només per famílies amb com a mínim un nen que té el programa de dinar gratis a l'escola.                          |
| Performance         | 25 Mbit/s               | 5 Mbit/s            | DOCSIS 3.0        | |
| Performance         | 50 Mbit/s               | 5 Mbit/s            | DOCSIS 3.0        | |
| Performance Pro     | 75 Mbit/s               | 5 Mbit/s            | DOCSIS 3.0        | |
| Performance Pro     | 100 Mbit/s              | 5 Mbit/s            | DOCSIS 3.0        | |
| Blast!              | 50 Mbit/s               | 10 Mbit/s           | DOCSIS 3.0        | Dins algunes àrees, "Blast!" s'ha actualitzat a Extreme 105 velocitats.                                           |
| Blast!              | 75 Mbit/s               | 10 Mbit/s           | DOCSIS 3.0        | Dins la majoria d'arees de Blast! (50 Mbit/s) els clients han estat actualitzats a Blast! (75 Mbit/s) Velocitats. |
| Blast!              | 105 Mbit/s              | 10 Mbit/s           | DOCSIS 3.0        | |
| Blast! Pro          | 150 Mbit/s              | 10 Mbit/s           | DOCSIS 3.0        | |
| Blast! Pro          | 200 Mbit/s              | 10 Mbit/s           | DOCSIS 3.0        | |
| Extreme 105         | 105 Mbit/s              | 20 Mbit/s           | DOCSIS 3.0        | Dins algunes àrees, Extreme 105 clients han estat actualitzats a Extreme 150 velocitats.                          |
| Extreme 150         | 150 Mbit/s              | 20 Mbit/s           | DOCSIS 3.0        | No disponible dins totes les àrees.                                                                               |
| Extreme 250         | 250 Mbit/s              | 25 Mbit/s           | DOCSIS 3.0        | No disponible dins totes les àrees.                                                                               |
| Extreme 300         | 300 Mbit/s              | 25 Mbit/s           | DOCSIS 3.0        | No disponible dins totes les àrees.                                                                               |
| Extreme Pro         | 400 Mbit/s              | 10 Mbit/s           | DOCSIS 3.0        | No disponible dins totes les àrees.                                                                               |
| Extreme 505         | 505 Mbit/s              | 105 Mbit/s          | FTTH              | No disponible dins totes les àrees.                                                                               |
| Gigabit             | 1000 Mbit/s             | 35 Mbit/s           | DOCSIS 3.1        | No disponible dins totes les àrees.                                                                               |
| Gigabit Pro         | 2000 Mbit/s             | 2000 Mbit/s         | FTTH              | No disponible dins totes les àrees.                                                                               |

Les velocitats són donades en megabits per segon, on 1 megabit = 0.125 megaoctets = 125000 bytes.
Juntament amb el preu de subscripcions d'internet, Comcast cobra als usuaris uns addicionals 11.00$/mes per llogar un mòdem de cable. Aquest cost ha estat vist per alguns com a injust, però és renunciat per clients que compren els seus mòdems propis. Comcast Cobra 20$ per instal·lació d'internet, però el cost és renunciat per clients que opten per instal·lar ells mateixos.
El 2011, Comcast va llançar el seu programa "Internet Essentials", que ofereix servei d'internet a baix cost a famílies amb nens que tenen dinars d'escola de franc o a preu reduït. La Comissió de Comunicacions Federals (FCC) va requerir aquest servei de pressupost com a condició per permetre a Comcast l'adquisició de NBCUniversal el gener de 2011. D'uns calculats 2.60 milions de cases elegibles pel programa, aproximadament 220,000 cases participen en el programa segons estudies del juny de 2013. Un programa similar és disponible per altres proveïdors d'internet a través del Connect2compete.org, que no obté beneficis. Comcast ha declarat que el programa acceptarà clients nous per un total de tres anys.
El març de 2014, quan es va reunir amb FCC pel que fa a la fusió de Time Warner Cable, el vicepresident de Comcast, David Cohen, va dir als periodistes que el programa d'Internet s'ampliarà indefinidament.

### Xfinity WiFi
Comcast opera una xarxa de punts públics Wi-Fi públics per als subscriptors d'Internet de Xfinity coneguts com a Xfinity WiFi, que consisteix en una barreja de punts d'accés instal·lats en ubicacions públiques i empreses i els generats per les passarel·les d'inici de Xfinity compatibles amb la seva exclusió. Els usuaris del nivell "Performance" o superior reben un ús il·limitat d'aquests punts d'interès després d'iniciar la sessió amb el seu compte Xfinity. Per defecte, totes les passarel·les de casa de Xfinity de doble banda operen tant en una xarxa privada com en una xarxa pública amb el "xfinitywifi" SSID. Per a conservar l'amplada de banda, aquests punts d'accés estan limitats a 5 usuaris simultanis. Els clients poden optar per no proporcionar Xfinity WiFi a través del lloc web de Comcast o instal·lant un enrutador de tercers.
Comcast ha rebut crítiques per aquesta pràctica, amb els crítics argumentant que l'empresa estava abusant dels recursos del client (incloent-hi l'amplada de banda i l'electricitat) per proporcionar serveis a altres clients, així com preocupacions sobre seguretat i responsabilitat per les accions que realitzen els usuaris mentre es connecten a aquests habitatges punts de connexió; el 2014, es va presentar una demanda d'acció de classe proposada a Califòrnia, citant les violacions de la Llei de frau i abús d'ordinadors i lleis estatals similars per aquestes raons. Comcast va defensar el servei afirmant que el Wi-Fi públic està tallat amb seguretat a partir de dispositius connectats a la xarxa interna, es va dissenyar per tenir un impacte d'ample de banda mínim per "donar suport a un ús robust" i que els clients no serien responsables de les accions d'altres com a usuaris abusadors, es pot rastrejar mitjançant el compte de Xfinity que solien signar a la xarxa.
El plet va ser portat a arbitratge.
Després de l'huracà Irma, tots els punts d'accés WiFi de Xfinity a Florida es van obrir a subscriptors que no són Comcast.

### Límit de Dades
Inicialment, Comcast tenia una política de cancel·lació de clients de banda ampla que utilitzen "ample de banda excessiu", un terme que la companyia es va negar a definir en els seus termes de servei, que només va dir que l'ús d'un client no hauria de "representar" (a judici únic de Comcast) una càrrega massa gran a la xarxa ".
Les respostes de la companyia a les consultes de premsa van suggerir un límit de diversos centenars de gigabytes al mes. 
Al setembre de 2007, el portaveu de Comcast, Charlie Douglas, va dir que l'empresa defineix "ús excessiu" com l'equivalent a 30.000 cançons, 250.000 fotografies o 13 milions de correus electrònics en un mes.
 Comcast va presentar un límit d'ample de banda mensual de 250 GB al seu servei de banda ampla l'1 d'octubre de 2008, 
combinant càrrega i descàrrega cap al límit mensual. Si un usuari ha superat el límit tres vegades en un termini de sis mesos, els serveis residencials del client poden haver estat cancel·lats durant un any. Un portaveu va declarar que aquesta política havia estat vigent durant un temps, però va ser la primera vegada que Comcast va anunciar un límit d'ús específic. 
Com que el límit va provocar una reacció fortament negativa d'alguns, Comcast va decidir modificar la seva política en 2012. Sota el nou sistema, el límit s'ha incrementat a 300 GB en alguns mercats, i els consumidors que superen aquest límit es cobren $ 10 per cada 50 GB per sobre del límit. Els clients podrien adquirir un 30$ afegeix-damunt per "unlimited" dada. En un filtrat memo, Comcast els empleats van ser instruïts per declarar que la política és per "Fairness i proporcionant una política més flexible als nostres clients", i no per controlar congestió de xarxa.
 El 27 d'abril de 2016, Comcast va anunciar que augmentaria el seu límit de dades en els mercats de prova a 1 TB el juny de 2016; la companyia va afirmar que "més del 99 per cent dels nostres clients no s'acosten a utilitzar un terabyte". La decisió d'augmentar el límit es va produir després d'una implicació de l'augment d'escrutini que els envolta la FCC: en la seva aprovació de la compra de Time Warner Cable per part de Charter Communications, la Comissió va estipular que Charter no ha d'implementar límits. Com anteriorment, es cobra una tarifa d'excedència de $ 10 per cada 50 GB per sobre del límit, i els clients poden comprar un add-on per a dades "il·limitades", però el seu preu s'ha incrementat a $ 50. A l'octubre de 2016, Comcast va anunciar que els límits d'amplada de banda s'implementarien en la majoria dels seus mercats (fora de Nova York i nord-est) a partir de l'1 de novembre de 2016. El pla d'ús de dades no s'aplica actualment al nivell de servei de Gigabit Pro, a clients de Business Internet, als clients en acords de Bulk Internet i als clients amb Internet prepagament.

### Administració de xarxa
Al setembre de 2007, va sorgir un rumor entre els blocs de tecnologia que Comcast estava bloquejant o fins i tot el trànsit d'Internet que es transmetia a través del protocol BitTorrent. Comcast va negar vehementment les acusacions de bloqueig del trànsit, afirmant que "Comcast no té, ni ho ha fet ni bloquejarà cap lloc web o aplicacions en línia, inclosos els serveis d'igual a igual" i que "ens ocupem d'una gestió raonable de la xarxa". Després de la confirmació més estesa que Comcast estava bloquejant el trànsit de BitTorrent, Comcast va dir que ocasionalment retardava el trànsit de BitTorrent per accelerar altres tipus de dades, però es va negar a especificar-se. Després de l'anunci d'una investigació oficial per part de la FCC, Comcast va posar fi voluntàriament a la discriminació del trànsit. La investigació de la FCC va concloure que les polítiques reguladores de Comcast eren il·legals. No obstant això, després de presentar una demanda al setembre de 2008, Comcast va revocar la il·legalitat de la seva gestió de xarxa el 2010, ja que el tribunal va dictaminar que la FCC no tenia l'autoritat per fer complir la neutralitat de la xarxa sota la política reguladora actual de la FCC. El tribunal va suggerir en lloc del seu marc actual, la FCC es va traslladar a una estructura de transportista comú per justificar la seva aplicació. A partir de febrer de 2014, la FCC ha anunciat una nova justificació, però va evitar la regulació més àmplia que requereix el marc de transportistes comuns..
El 2010, Netflix va signar un acord amb Communications Level 3 per portar les seves dades. Poc després, el Nivell 3 va entrar en una acalorada disputa sobre si el Nivell 3 hauria de pagar a Comcast per tal que pugés les seves respectives xarxes, en un acord conegut com a "peering" 
El desacord va continuar com l'operador actual de Netflix, Cogent Communications, va atribuir explícitament la culpa als colls d'ampolla de Netflix a Comcast i diversos altres ISP.
Al febrer de 2014, després de sortir a la superfície rumors que Comcast i Netflix havien arribat a un acord no especificat, les companyies van confirmar que Netflix pagava a Comcast per connectar-se a la seva xarxa. Els detalls de l'acord no són públics, i l'especulació no està d'acord sobre si l'acord és un precedent contra la neutralitat de la xarxa, o la continuació d'acords normatius d'observació.

## El meu XFINITY
El meu XFINITY és una font de notícies que també inclou un servei de correu de correu electrònic, televisió i correu de veu en línia

### Notícia
La pàgina My XFINITY té múltiples barres de diapositives amb notícies i anuncis a la part superior de la pàgina, seguit de notícies organitzades en diverses categories. El disseny ha estat modificat i actualitzat al llarg dels anys. També hi ha un enllaç al lloc web de Weather Company per obtenir informació sobre el pronòstic del temps.
 La pàgina de notícies sobre XFINITY utilitza predominantment els colors negre, blanc i blau per al seu disseny. En anys anteriors, la pàgina d'inici XFINITY usava gris vermell i fosc com a colors principals. Tanmateix, el 2015, la pàgina d'inici no tenia novetats.

### Correu electrònic
XFINITY Mail, amb correus electrònics registrats a comcast.net, porta funcionant un servei de correu electrònic durant diversos anys. A la fi de 2017, XFINITY va actualitzar el sistema de correu electrònic a un disseny més semblant al de Microsoft Outlook 365. Això incloïa la llibreta d'adreces, una aplicació al sistema de correu electrònic XFINITY on els usuaris poden veure contactes i crear grups d'aquests contactes.
En el disseny de correu electrònic anterior, les carpetes de correu electrònic es podrien acolorir. Tanmateix, això es va eliminar amb el nou disseny.

### Calendari
Fins a desembre de 2017, XFINITY tenia una aplicació de calendari per veure les properes vacances i afegir esdeveniments pròxims. Aquest servei es suspendrà el 12 de desembre de 2017.

### Voicemail
XFINITY Connect Voice inclou tres opcions de correu de veu. Aquests varien d'aproximadament $ 100 a $ 150 al mes.

## Telèfon de línia
Xfinity Voice (anteriorment Comcast Digital Voice) és un servei telefònic fix que es va iniciar el 2005 en mercats selectes i en tots els mercats de Comcast el 2006. El servei més antic de Comcast, Comcast Digital Phone, va continuar oferint servei per un breu període, fins que Comcast tancar-la al final de 2007. El 2009, després de completar la transició del seu antic servei, Comcast tenia 7,6 milions de clients de veu. A partir 2013, Comcast Digital Voice ha assolit els 10,7 milions de subscriptors.
A principis de 2012, Comcast es va situar com el tercer proveïdor telefònic residencial dels Estats Units. En aquest moment, la companyia subministra 9,34 milions de línies telefòniques residencials. 
Xfinity Voice permet la comunicació a través d'Internet mitjançant VoIP, però utilitza una xarxa privada en comptes d'una adreça IP pública que permet que Comcast prioritzi les dades de veu durant un trànsit elevat. En termes tècnics, a la xarxa Coaxial de fibra híbrida de Comcast, les trucades es col·loquen als fluxos individuals de servei de subvenció no sol·licitats, basats en els estàndards de qualitat de servei DOCSIS 1.1. Per al client, això té el benefici d'evitar que la congestió de la xarxa interfereixi amb la qualitat de la trucada. Tanmateix, aquesta separació del trànsit en fluxos separats, o Smart pipe, ha estat vist per alguns com una violació de la neutralitat de la xarxa, que en lloc d'això demanen el tractament igual de totes les dades, o la pipa muda. Altres serveis de VoIP que no són Comcast a la xarxa de Comcast han d'utilitzar les adreces IP de prioritat més baixa. La FCC va qüestionar aquesta pràctica l'any 2009. Comcast va respondre a la seva resposta que els serveis que utilitzen les telecomunicacions no són necessàriament serveis de telecomunicacions, i va assenyalar la designació actual de la FCC de Comcast Digital Voice com un servei d'informació exempt de les normes del servei de telecomunicacions. Comcast també va dir que perquè Comcast Voice era un servei diferent, era injust comparar directament les dades de Comcast Voice amb les dades d'altres serveis de VoIP.
 Atès que els serveis telefònics a través de VoIP no estan vinculats automàticament a una adreça física, Xfinity Voice utilitza E911 per ajudar els operadors de serveis 911 a localitzar automàticament l'origen de la trucada 911. Les trucades de veu es distribueixen com una transmissió digital a través de la xarxa de Comcast, el senyal es converteix en línies de servei telefòniques antigues i analògiques al mòdem per cable, que es produeix en els connectors RJ-11 estàndard.

## Televisió per cable
Els clients de televisió per cable de Comcast van arribar al màxim el 2007, amb uns 24,8 milions de clients. Comcast havia perdut clients cada any des de 2007, amb el primer guany trimestral dels clients des del seu moment màxim en el quart trimestre de 2013.
A la fi de 2013, Comcast té un total de 21,7 milions de clients de cable. El cost mitjà de la subscripció per cable de Digital Basic de Comcast ha augmentat un 72% des del 2003 fins al 2012. En el Q4 de 2015, Comcast va afegir 89.000 nous subscriptors de vídeo que va ser el seu millor resultat en 8 anys. 
A més dels preus de les subscripcions, des de juliol de 2012, Comcast cobra una tarifa de recuperació reguladora de diferents dimensions per "recuperar costos addicionals associats amb programes governamentals". A partir de gener de 2014, Comcast també cobra una tarifa de televisió de difusió per "sufragar els costos creixents de retransmissió de senyals de televisió de difusió".

### Costos de Retransmissió
A partir de mitjans de la dècada de 2000, les cadenes de televisió van exigir cada cop més que les empreses de cable com Comcast pagaran les taxes de retransmissió a canvi de permisos per difondre el seu contingut. (Històricament, els radiodifusors de televisió van fer diners gairebé exclusivament a través de la publicitat). Aquestes tarifes han estat objecte d'una acalorada negociació entre radiodifusors i distribuïdors, amb uns pocs apagades d'alt perfil que provoquen a la Comissió Federal de Comunicacions dels Estats Units que expressi expressament la seva preocupació en 2011. Comcast ha acords de deu anys amb CBS i Disney, a més de tractar-se amb Fox i uns altres, però els detalls financers d'aquestes ofertes no són públics. 
Des de l'augment de les taxes de retransmissió, els distribuïdors com Comcast paguen càrrecs substancials per retransmetre la televisió de difusió, que és gratuïta per als consumidors. Comcast ha instal·lat una tarifa de televisió de pagament de 1,50 dòlars per cobrir part del cost d'obtenir permís de les estacions per retransmetre les estacions gratuïtes, detallades per separat per als consumidors. La filial de Comcast, NBCUniversal, va ser una de les cadenes de radiodifusió a American Broadcasting Cos. V. Aereo, Inc. sobre la qüestió de si Aereo és un transmisor de retransmissió (que requeriria pagar taxes de retransmissió). El cas es va decidir el 25 de juny de 2014 a favor dels radiodifusors en una decisió 6-3.

## Seguretat de casa i automatització
Comcast ofereix un servei de domòtica i seguretat de la casa conegut com a Xfinity Home, en algunes de les seves àrees de servei. Aquest servei proporciona als clients residencials una instal·lació de robatori i alarma contra incendis, càmeres de vigilància i domòtica. Els crítics de la seva tecnologia van trobar que "els lladres poden minar fàcilment el sistema per enganyar als propietaris perquè pensin que estan protegits quan no ho són". El problema es va fer tan prevalent que el sistema de seguretat es va convertir en atractiu per als lladres, segons informa la revista Wired que va citar l'expert de seguretat Tod Beardsley: "El senyal que està dissenyat per dissoldre els atacants ara pot convertir-se en un signe que convida als atacants.

## Servei cel·lular
El 6 d'abril de 2017, Comcast va anunciar un servei sense fil anomenat Xfinity Mobile, que és un operador de xarxa virtual mòbil (MVNO) que utilitza la xarxa de Verizon Wireless. El servei ofereix un límit màxim (a partir de 1 GB, amb gegons comprats addicionals) i plans de dades "il·limitats", juntament amb l'accés a punts WiFi Xfinity. Comcast promociona Xfinity Mobile com a part d'un joc quàdruple amb els seus altres serveis; els analistes van percebre l'oferta com una resposta a l'adquisició de DirecTV d'AT & T per afegir el proveïdor nacional de satèl·lits al costat dels seus serveis de telefonia mòbil i de telefonia mòbil existents, i un augment de l'impuls cap a la televisió mòbil.

## Comcast Negoci
A més dels consumidors residencials, Comcast també serveix a empreses com a clients, dirigits a petites empreses amb menys de 20 empleats i mitjanes empreses de 20-500 empleats. El 2009, Minneapolis-Saint Paul es va convertir en la primera ciutat en què Comcast Business Class va oferir un servei d'Internet de 100 Mbit / s, que inclou Microsoft Communication Services. El servei d'Internet de classe comercial de Comcast no té un límit d'ús d'ample de banda.
Els serveis comercials de Comcast solen vendre's exclusivament a través de venedors directes. El març de 2011, Comcast va crear un canal de vendes indirecte anomenat Programa de proveïdors de solucions, un programa integral de canals indirectes que permet als consultors de telecomunicacions i integradors de sistemes vendre serveis de Comcast com Business Class Internet, Voice i serveis Ethernet d'alta capacitat a petits i mitjans empreses de mercat. El programa ofereix comissions recurrents per a partners de vendes basats en ingressos mensuals, i Comcast oferirà, instal·larà, gestionarà i facturarà per aquests serveis. Per al llançament inicial del Programa de proveïdors de solucions, Comcast va contractar tres representants mestres nacionals: Telarus, amb seu a Salt Lake City, Utah; Intelisys, amb seu a Petaluma, Califòrnia; i Telecom Brokerage Inc (TBI), amb seu a Chicago. Els socis comercials de subagents han de treballar amb un d'aquests tres socis en les primeres fases del programa. El cap del canal de vendes indirectes de Comcast Business és Craig Schlagbaum, ex cap del canal de comunicacions Level 3.